# 攝遊
攝遊，即摄影旅游，是以攝影為旅遊主要目的之一種活動。隨著數位相機的普及，攝影從過往記錄旅途中的風景及人物的角色，漸漸成為旅遊的主角。同時，旅遊的觀念亦隨之而改變，專門為攝影愛好者打造的旅行團紛紛出現，攝影的主題可能是雪景、觀鳥、赏鲸、花海、鐵路、文化村等。也有攝遊團限定參加者為女性，策劃人認為女性較喜歡抓拍和注重照片呈現的氣氛，與男性的攝影風格截然不同，男女同團會顧此失彼。
計劃攝遊不一定要參加專門的旅行團，依照四季的風景及花樹變化，亦可以設計出一個全年的攝遊時間表。例如，在台灣喜歡拍攝花卉的，春天可以到嘉義縣阿里山拍攝吉野櫻及苗栗縣象徵客家庄的油桐花；夏天到台南古城拍攝鳳凰花及白河的荷花；秋天是花蓮縣的金針花；冬天則是花蓮縣玉里鎮的油菜花田。交通方面，不一定需要開車，可以依照火車站的路線，體驗鐵路文化的情懷或骑车近距離去感受和拍攝各處獨有的生活味。

## 資料來源
1. ↑  . 新假期. 2010-09-24  [2011-01-23].[永久]